# Хоби (град)
Хоби (груз. ხობი) је град у Грузији у регији Мегрелија-Горња Сванетија. Према процени из 2014. у граду је живело 4.242 становника.

## Становништво
Према процени, у граду је 2014. живело 4.242 становника.
| 1989. | 2002. | 2014. |
| ----- | ----- | ----- |
| 6.873 | 5.522 | 4.242 |